# Heinrich Aldegrever
Heinrich Aldegrever ou Aldegraver né en 1502 à Paderborn, mort entre 1555 et 1561 à Soest est un peintre et graveur allemand de la Renaissance faisant partie des Petits maîtres allemands.

## Biographie
Fils du sabotier Herman Trippenmäker et de son épouse Katharina, Aldegrever étudie sans doute la gravure et le dessin à Soest, puisqu'il ne semble pas qu'il y ait eu une corporation de peintres à Paderborn.
À 19 ans, Aldegrever fut accepté comme compagnon dans l'atelier du peintre Ludger tom Ring l'Aîné. Il est possible qu'il ait passé ses années de compagnon itinérant aux Pays-Bas, où il aurait pu être influencé par les œuvres de Joos van Cleve et de Jan Gossaert.
Aldegrever travailla ensuite dans la ville de Soest qui était à l'époque un centre important de Westphalie. L'église de Wiesen possède de lui un autel de la Vierge datant de 1525, encore influencé par l'iconographie catholique. Mais le peintre adopta plus tard les idées de la réforme. Il s'éloigna en même temps de la peinture pour se lancer dans la gravure, et ses premières œuvres sont fortement influencées par son modèle Albert Dürer. L'analyse du style d'Aldegrever permet tout à fait d'imaginer qu'il ait pu rencontrer Dürer à Nuremberg, mais il se peut aussi qu'il se soit simplement inspiré des gravures du maître. Le monogramme d'Aldegrever, AG, qui évoque celui de Dürer, AD, semble bien un hommage au graveur de Nuremberg.
Entre 1526 et 1527 Aldegrever obtient le statut de bourgeois de Soest. Ceci lui permet d'entrer dans la corporation des peintres dont il reste membre jusqu'à sa mort.

## Œuvres
Le catalogue de ses estampes est publié par Bartsch en 1808. Il fut très légèrement enrichi par Johann David Passavant en 1863. Le travail de Bartsch fut ensuite repris et illustré par Koch en 1978. Le dernier catalogue a été publié en 1998.

## Galerie

Estampes
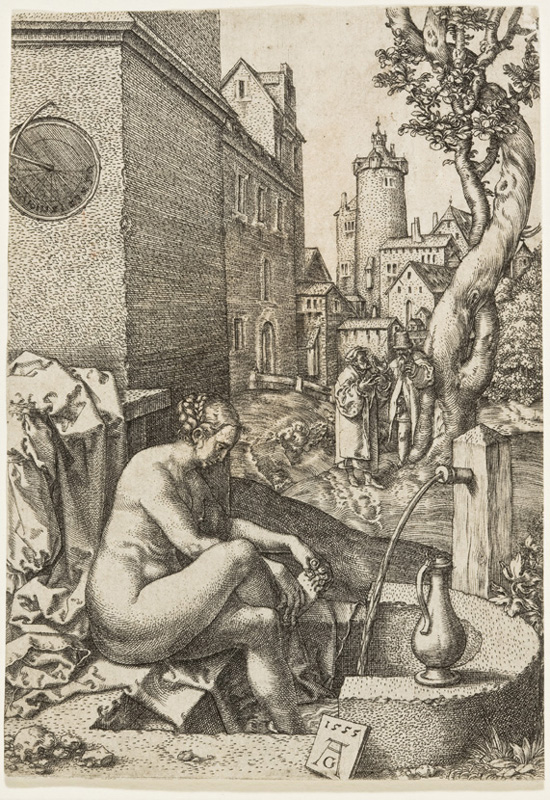
1. Histoire de Suzanne : Suzanne et les vieillards, 1/4, Musée d'Art, São Paulo, cat. Bartsch 30.
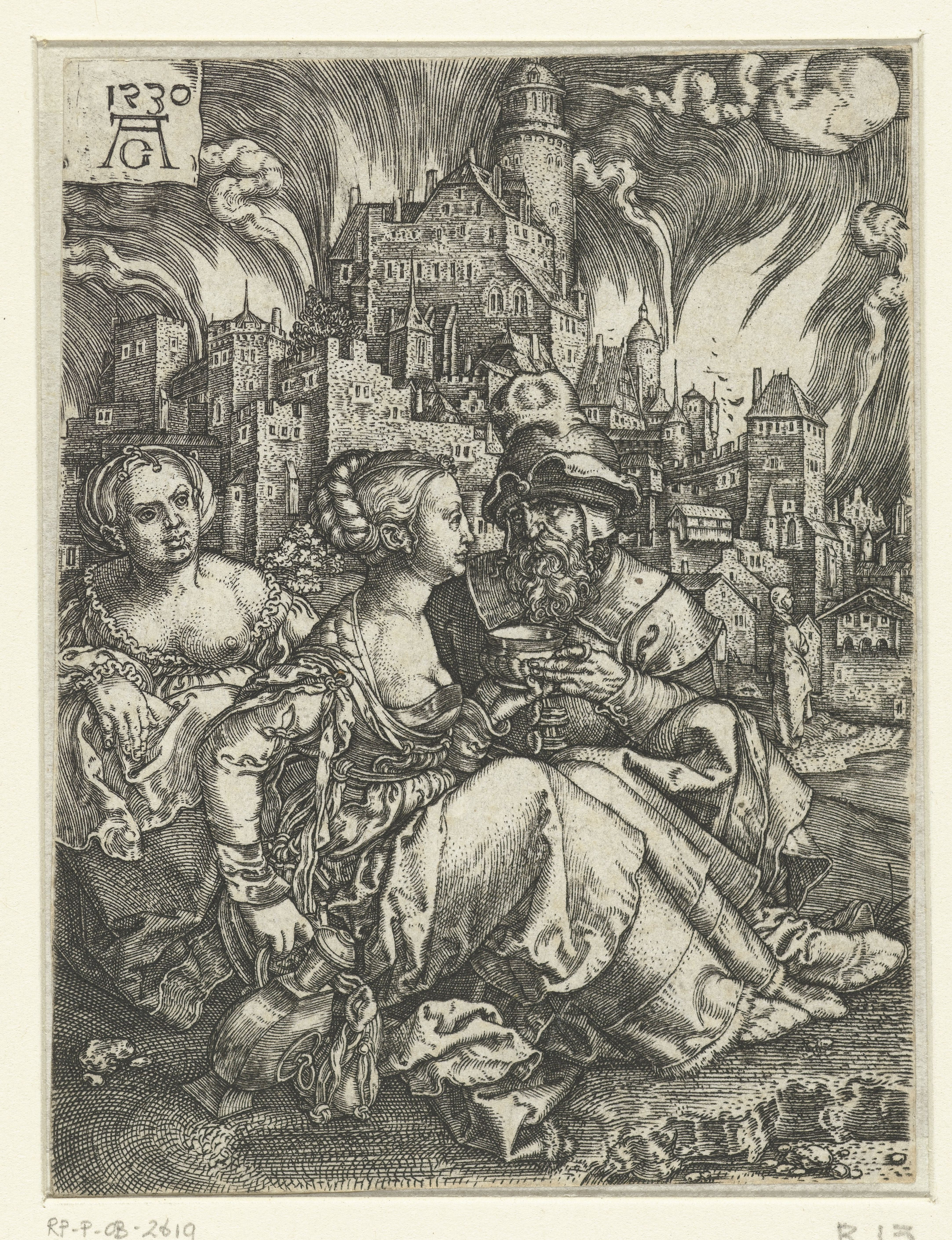
2. Loth et ses filles, Rijksmuseum, Amsterdam, cat. Bartsch 13.
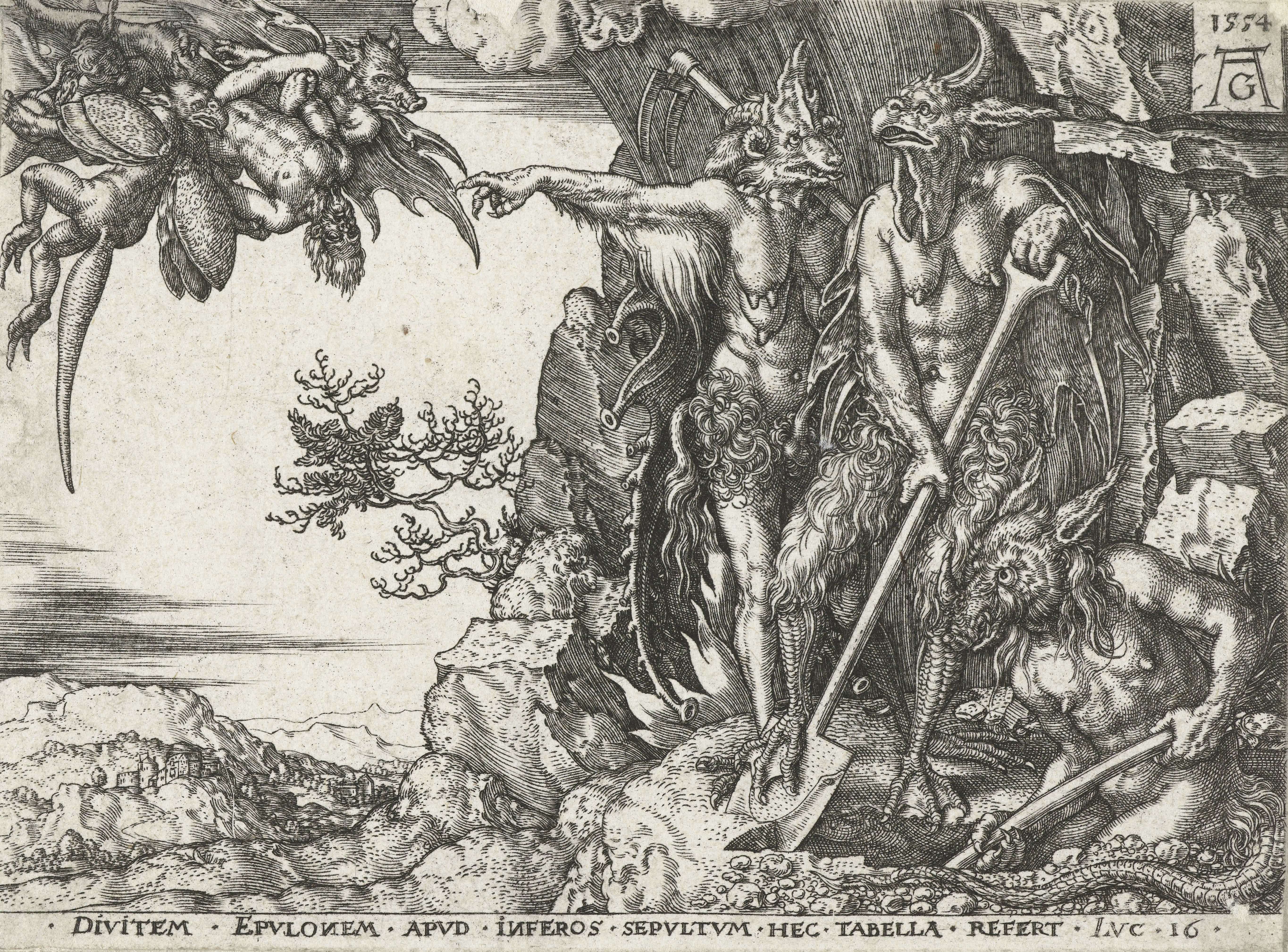
3. Parabole du mauvais riche : Le riche dans le séjour des morts, 4/5, Rijksmuseum, Amsterdam, cat. Bartsch 47.
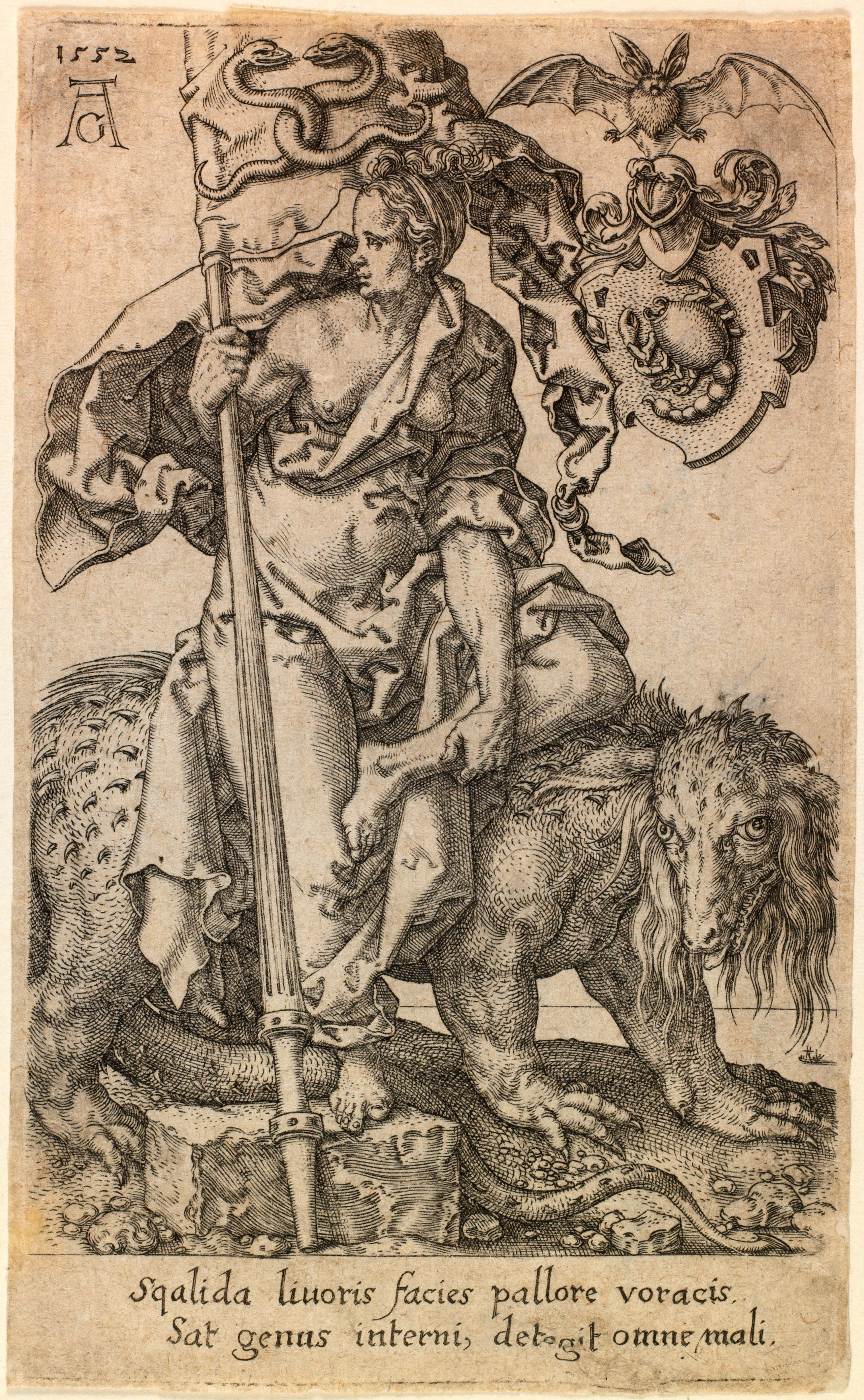
4. Les vertus et les vices qui leur sont opposés : L'envie, 9/14, Narodni muzej Slovenije, Ljubljana, cat. Bartsch 125.

#### Catalogue des estampes
- Adam Bartsch, Le peintre graveur, vol. 8, Vienne, 1808, 362-455 p.
- Johann David Passavant, Le peintre graveur, t. 4, Leipsic, 1863, 102-107 p.
- (en) Robert A. Koch (ed.), « Early German Masters: Jacob Bink, Georg Pencz, Heinrich Aldegrever », dans The Illustrated Bartsch, vol. 16 [ancien vol. 8.3], New York, Abaris Books, 1978 (ISBN 0-89835-016-6).
- (en) F. W. H. Hollstein, Ursula Mielke, Holm Bevers et Christiane Wiebel, Heinrich Aldegrever, Rotterdam, Sound & Vision Interactive, coll. « The New Hollstein German engravings, etchings and woodcuts 1400-1700 », 1998 (ISBN 90-75607-17-2).